# Hem O
Hem O (haem O) se razlikuje od blisko srodnog hema A po tome što ima metil grupu u poziciji 8 prstena, umesto formil grupe. Izoprenoidni lanac u poziciji 2 je isti.
Hem O je prisutan u bakteriji Escherichia coli, gde funkcioniše na sličan načan kao hem A u sisarskoj redukciji kiseonika.